# Dorycera pictipennis
Dorycera pictipennis är en tvåvingeart som beskrevs av Willi Hennig 1939. Dorycera pictipennis ingår i släktet Dorycera och familjen fläckflugor.
Artens utbredningsområde är Turkiet. Inga underarter finns listade i Catalogue of Life.